# Halfenprox
Halfenprox ist eine chemische Verbindung aus der Gruppe der Pyrethroid-Ether (Phenolether), welche 1993 von Mitsui Chemicals patentiert wurde.

## Gewinnung und Darstellung
Halfenprox kann durch Reaktion von 2-(4-Bromdifluormethoxyphenyl)-2-methylpropanol und 3-Chlormethyldiphenylether gewonnen werden.

## Verwendung
Halfenprox wird als Insektizid und Akarizid verwendet.

## Zulassung
Der Wirkstoff Halfenprox ist in der Europäischen Union nicht für die Verwendung in Pflanzenschutzmitteln zugelassen.
In Deutschland, Österreich und der Schweiz sind keine Pflanzenschutzmittel mit diesem Wirkstoff zugelassen.